# Аралкішлак
Аралкішла́к (каз. Аралқышлақ) — село у складі Меркенського району Жамбильської області Казахстану. Водить до складу сільського округу Андас-батира.
У радянські часи село називалось Арал-Кічилак.
Населення — 503 особи (2021; 463 у 2009, 426 у 1999, 446 у 1989).